# Mangamix
Mangamix (MM) – polskie czasopismo komiksowe ukazujące się w cyklu dwumiesięcznym w latach 2001–2004, publikowane przez wydawnictwo Waneko. Główną część każdego numeru stanowiły dwa lub trzy odcinki różnych mang, które w przypadku powodzenia wśród czytelników wydawane były w formie tomików i w takiej postaci kontynuowane. Oprócz komiksów, na łamach czasopisma publikowano artykuły poświęcone mandze i Japonii oraz prace polskich fanów. Do kwietnia 2004 ukazało się 18 numerów.
Od 2015 ukazuje się „Mangamix Neo” – wydawane przez Waneko czasopismo internetowe, którego tytuł nawiązuje do papierowego pierwowzoru. W bezpłatnym magazynie publikowane są komiksy polskich autorów utrzymane w mangowej stylistyce.

## Mangi opublikowane w „Mangamiksie”
| Tytuł                       | Autor                        | Nr MM | Uwagi                                                                   |
| --------------------------- | ---------------------------- | ----- | ----------------------------------------------------------------------- |
| Aladyn i magiczny imbryk    | Michiko Sou                  | 1–4   | 1. tom (całość) w MM, brak wydania w tomikach                           |
| Black Jack                  | Osamu Tezuka                 | 1–6   | 1. tom w MM, brak wydania w tomikach                                    |
| Bezimienny koń              | Fuyumi Sōryō                 | 15–16 | 2 odcinki (całość) w MM, brak wydania w tomikach; układ oryginalny      |
| Card Captor Sakura          | Clamp                        | 6–10  | 1. tom w MM, seria wydana w tomikach                                    |
| Doll                        | Fuyumi Sōryō                 | 11–14 | 1. tom (całość) w MM, brak wydania w tomikach                           |
| Great Teacher Onizuka       | Tōru Fujisawa                | 13–17 | 1. tom w MM, seria wydana w tomikach; układ oryginalny                  |
| Jednokaratowy owoc          | Fuyumi Sōryō                 | 17–18 | 2 odcinki (całość) w MM, brak wydania w tomikach; układ oryginalny      |
| Love Hina                   | Ken Akamatsu                 | 9–12  | 1. tom w MM, seria wydana w tomikach; układ oryginalny                  |
| Mars                        | Fuyumi Sōryō                 | 7–10  | 1. tom w MM, seria wydana w tomikach                                    |
| Paradise Kiss               | Ai Yazawa                    | 11–14 | 1. tom w MM, seria wydana w tomikach; układ oryginalny                  |
| Śpiący lew                  | Fuyumi Sōryō                 | 16–17 | 2 odcinki (całość) w MM, brak wydania w tomikach; układ oryginalny      |
| Tu detektyw Jeż             | Kenshi Hirokane              | 16–18 | dodatkowy tom w MM, seria częściowo wydana w tomikach; układ oryginalny |
| Video Girl Ai               | Masakazu Katsura             | 5–8   | 1. tom w MM, seria wydana w tomikach; układ oryginalny                  |
| Zapiski detektywa Kindaichi | Sato Fumiya, Kanari Yozaburo | 1–5   | 1. tom w MM, seria częściowo wydana w tomikach                          |

## Spis numerów[1]
| Nr MM       | Data wydania     | Liczba stron | Uwagi o zawartości i dodatkach                        |
| ----------- | ---------------- | ------------ | ----------------------------------------------------- |
| 1 (1/2001)  | czerwiec 2001    | 128          |                                                       |
| 2 (2/2001)  | sierpień 2001    | 120          |                                                       |
| 3 (3/2001)  | październik 2001 | 128          |                                                       |
| 4 (1/2002)  | grudzień 2001    | 128          | ankieta                                               |
| 5 (2/2002)  | luty 2002        | 144          |                                                       |
| 6 (3/2002)  | kwiecień 2002    | 128          |                                                       |
| 7 (4/2002)  | czerwiec 2002    | 140          | dodatki: plakat (Video Girl Ai)                       |
| 8 (5/2002)  | sierpień 2002    | 152          | ankieta; kolorowe strony                              |
| 9 (6/2002)  | październik 2002 | 144          | kolorowe strony                                       |
| 10 (1/2003) | grudzień 2002    | 144          | dodatki: kalendarz (plakat) na 2003 r.                |
| 11 (2/2003) | luty 2003        | 114          | kolorowe strony                                       |
| 12 (3/2003) | kwiecień 2003    | 144          |                                                       |
| 13 (4/2003) | czerwiec 2003    | 152          | ankieta, kolorowe strony                              |
| 14 (5/2003) | sierpień 2003    | 136          | dodatki: dwie pocztówki (Mars, Great Teacher Onizuka) |
| 15 (6/2003) | październik 2003 | 128          |                                                       |
| 16 (1/2004) | grudzień 2003    | 144          | dodatki: kalendarz (plakat) na 2004 r.                |
| 17 (2/2004) | luty 2004        | 128          | ankieta                                               |
| 18 (3/2004) | kwiecień 2004    | 160          |                                                       |